# Castello di Castellar (Saluzzo)
Il Castello di Castellar è stato edificato nel XIV secolo ed è situato nel comune italiano di Saluzzo, in Piemonte, a cui, nel 2019, Castellar è stato accorpato. L'attuale proprietà dal 2022 è di una società inglese.

## Storia
Molto probabilmente sul poggio che domina Castellar era in antichità già stato costruito un piccolo fortilizio, probabilmente in età romana, per questo Azzo, terzogenito del Marchese Tommaso II di Saluzzo, scelse di costruire la sua dimora.
Dal conte Azzo deriva la famiglia dei conti Saluzzo di Paesana e Castellar che lo abitarono ininterrottamente sino agli anni antecedenti alla seconda guerra mondiale.
Tra i più importanti membri della famiglia ci fu, negli ultimi anni del XV secolo, Giovanni Andrea, autore del Charneto, un diario nel quale sono narrati fatti e avvenimenti del marchesato di Saluzzo ed episodi di vita quotidiana della famiglia dal 1482 al 1528.
Sin dall'anno 1350 il castello fu nei secoli ampliato.
Intorno alla fine del 1500 purtroppo il castello fu semidistrutto da un terribile incendio che, a detta degli storici, ebbe inizio dai sotterranei. Naturalmente il castello fu riedificato negli anni successivi, pertanto gli interni risalgono al XVII secolo.
Verso la fine del 1800 ci fu poi una completa ristrutturazione soprattutto esterna del maniero ad opera dell'architetto De Andrade, autore del progetto del borgo medievale del Valentino a Torino. Infatti, su incarico dei due fratelli Saluzzo, Ludovico e Marco Aurelio, il De Andrade ridonò le torri e le merlature medievali che, tutt'oggi, danno un bell'aspetto all'intero immobile.
Il 31 luglio 1879 il re d'Italia Umberto I concesse il titolo di Marchese di Saluzzo al Conte Federico.
Nel corso del Novecento il castello è divenuto la dimora privata della famiglia Aliberti e l'attuale proprietario, Anselmo, ha allestito al suo interno il Museo delle Uniformi che contiene una delle più ricche collezioni del Regio Esercito Italiano. Attualmente non è più visitabile ed è utilizzato esclusivamente come residenza della famiglia.

## Il Charneto
Il Charneto è un diario nel quale sono narrati fatti e avvenimenti del Marchesato di Saluzzo ed episodi di vita quotidiana della famiglia dal 1482 al 1528. L'autore è stato Giovanni Andrea Saluzzo signore di Castellar, diretto successore del Conte Azzo, capostipite della famiglia. Giovanni Andrea nacque a Saluzzo, tra il 1464 e il 1466. L'anno esatto della sua nascita non era noto con certezza nemmeno allo stesso, infatti vi fa riferimento nel suo diario tre volte ma con date differenti.
(Giovanni Andrea Saluzzo di Castellar, Il Charneto)